# انوما الیش
اِنوما اِلیش (به‌زبان اکدی: 𒂊𒉡𒈠𒂊𒇺) اسطوره آفرینش  بابِلی است (که به نام کلمات آغازین آن نامگذاری شده‌است). در سال ۱۸۴۹ توسط آستن هنری لایارد باستان‌شناس انگلیسی (به صورت تکه‌تکه) در کتابخانه ویران شده آشوربانی‌پال در نینوا (موصل، عراق) بازیافته شد. در سال ۱۸۷۶ برای اولین بار روایتی از این اسطوره توسط جرج اسمیت آشورشناس انگلیسی منتشر شد؛ پژوهش و کاوشِ بیشتر منجر به تکمیل متن و ترجمه بهتر شد.
انوما الیش در حدود یک هزار سطر دارد و به زبان بابِلی باستان بر روی هفت لوح گِلی نوشته شده، هر یک از این الواح شامل مابین ۱۱۵ تا ۱۷۰ سطر به خط میخیِ سومری-اکدی است. بیشتر قسمت‌های لوح پنجم هرگز پیدا نشد، اما به جز این افتادگی، متن تقریباً کامل است. این حماسه یکی از مهم‌ترین منابعِ جهان بینیِ بابِلی است. در این هفت لوح آفرینش جهان و نیز نبردی در بین خدایان که برتری مردوک در مرکز آن قرار دارد، توصیف می‌شوند؛ در ادامه آن خلقت انسان که مقدر به خدمتِ خدایان بین‌النهرینی است، بیان می‌شود و در پایان، بخشی طولانی که در ستایش مردوک است.
«حماسه آفرینش» در ستایش خدای بابلی مردوک است، شعر را می‌توان سند ناسیونالیسم بابلی دانست. برخی از پژوهشگران امروزی، آن را توجیه‌کننده لزوم قدرت مطلقه در تمدن بابل دانسته‌اند که نمایانگر تحول قدرت سیاسی از جمعی که در سیاست‌گذاری برابر هستند به سلطنت مطلقه‌ای است. کاتالیزور این تغییر، تهدید قدرت خارجی نمایش داده می‌شود که نیازمند رهبری مصمم در جنگ است. رهبر، برای پذیرفتن رهبری، خواستار فرمانبری مطلق است، حتی وقتی که تهدید جنگ از میان رفته است. روح شورشگر انسان که در «داستان طوفان» (آترام-هاسیس) دیده می‌شود، در اینجا جایگاهی ندارد. برترین نیکی برای انسان این است که جایگاه خود را نظم الهی کائنات بیابد و دریابد.
استوانه کوروش که در بابل به دست آمده است سیاست امپراتوری پارسی در مورد افراد تحت سلطه را نشان می‌دهد که در توصیف استقرار دوباره آیین مردوک در بابل منعکس شده است. کوروش بابلیان تحت سلطه را نجات می‌دهد و مرکزهای آیینی سرزمین را که مورد غفلت قرار گرفته‌اند، دوباره بر پا می‌کند. استوانه کوروش شاهدی بر تداوم سنت کتابت بابلی در میان پارسیان است که حکمرانی‌شان مورد استقبال و حمایت نخبگان بومی قرار گرفت. حماسه آفرینش دربرگیرنده مفاهیم متاخر بابلی درباره آفرینش جهان فیزیکی است اما تمرکز اصلی آن بر صعود مردوک به راس پانتئون خدایان است. با این حساب متن را می‌توان «تجلیل مردوک» نامید. از این جنبه می‌توان آن را با تجلیل یهوه توسط موسی در «آهنگ دریا» (سفر خروج، باب ۱۵) مقایسه کرد.
وظیفه اصلی بشریت که انسان برای آن خلق شده، بندگی خدایان و قربانی کردن آیینی برای آنها است. این موضوع هم در انوما الیش و هم در آترا-هاسیس دیده می‌شود. بن‌مایه‌های هر دو اسطوره (به خصوص داستان طوفان)، در داستان آدم و حوا به کار رفته است.

## نام
نام این شعر از واژگان آغازین آن گرفته شده و در میان بابلیان و آشوریان نیز با همین نام ( به زبان اکدی) شناخته می‌شده است. این دو واژه به ترتیب به معنای «زمانی (که)» و «در بالا» هستند.

## پیشینه و کشف
قبل از کشف لوح‌ها، عنصرهای اصلی اسطوره از طریق نوشته‌های بروص، نویسندهٔ بابلی قرن سوم پیشا دوران مشترک و کاهن بِل (مردوک)، بازمانده بود. این نوشته‌ها در آثار مورخان بعدی که روایت این کاهن را نقل می‌کردند تا زمان فعلی باقی مانده‌اند. بروص علاوه بر آن روایتی می‌کند که در آن مردِ فرزانه‌ای که ماهی‌نما است و از دریا می‌آید، به آدمیان همهٔ دانش‌ها (نوشتن، قانون‌گذاری، ساخت‌وساز، ریاضیات و کشاورزی) را یاد می‌دهد. بروص روایت آفرینش را از زبان این فرزانه روایت می‌کند. داماسکیوس نیز روایت کوتاهی از کیهان‌شناسی بابلی می‌کند که به انوما الیش شبیه است.
لوح‌های گلی‌ای که حاوی نوشته‌های شبیه به داستان‌های کتاب مقدس هستند توسط هنری لایارد، هرمزد رسام و جرج اسمیت در خرابه‌های کاخ و کتابخانهٔ آشور بانی‌پال؛ بین سالهای ۱۸۴۸ تا ۱۸۷۶ در حفاری‌های نینوا (نزدیک موصل) پیدا شدند. اسمیت با بررسی نزدیک به ۲۰٬۰۰۰ تکه‌هایی که رسام در سال ۱۸۵۲ پیدا کرده بود، ارجاعاتی را به پادشاهان و حاکمانی که نامشان در کتاب مقدس آمده‌است پیدا کرد: شلمنسر دوم، تیگلات-پیلسر سوم، سارگون دوم، سناخریب، اسرحدون و … - علاوه بر آن، جدا از اسطورهٔ آفرینش، نسخه‌های بابلی اسطورهٔ طوفان را پیدا کرد.
پس از بررسی مشخص شد که اسطوره‌های آشوری یا از داستان‌های بابلی سرچشمه گرفته‌اند یا خیلی به هم شبیه هستند. علاوه بر آن هنری راولینسون شباهت‌هایی را بینِ روایتِ آفرینش کتاب مقدس و جغرافیای بابِل یافته بود و پیشنهاد داد که داستان‌های آفرینش کتاب مقدس ممکن است ریشه در آن منطقه داشته باشند. ارتباطی نیز توسط اسمیت در بعضی از لوح‌ها (به خصوص لوحِ K 63 در موزه بریتانیا) پیدا شد. انتشار تحقیقات اسمیت منجر به سفری تحقیقاتی به آشور (با حمایت مالی دیلی تلگراف) شد که در طی آن لوح‌های بیشتری پیدا شدند که شامل اسطوره طوفان، آفرینش، جنگ مابین خدایان خوب و بد، و هبوط انسان بودند. سفر دوم تکه‌های بیشتری دربارهٔ اسطورهٔ آفرینش به همراه آورد. او سرانجام به بریتانیا برگشت و از ۴ مارس ۱۸۷۵ شروع به انتشار یافته‌های خود در دیلی تلگراف کرد.
اسمیت تصور می‌کرد که اسطورهٔ آفرینش باید در اصل حداقل شامل نُه یا ده لوح باشد. او بعضی از لوح‌ها را توانست تشخیص دهد که به روایت بروص شبیه بودند. برخی از مکاتبات اولیهٔ اسمیت، مانند ارجاع به داستان‌های وسوسهٔ حوا، برج بابل و دستورهای خدا (یهوه) به آدم و حوا بعداً اشتباه از آب درآمد.
ارتباط با داستان‌های کتاب مقدس توجه خیلی بیشتری را به این لوح‌ها جلب کرد - علاوه بر تحقیقات اولیه‌اسمیت دربارهٔ آن‌ها، در ابتدا کارهای ترجمهٔ گوناگونی از آن‌ها انجام شد: ای. شریدر، آرچیبالد سیس، یولیوس اوپرت، پیتر جنسن ((Jensen 1890)) و به دنبالش (Jensen 1900)، زیمرن ((Gunkel & Zimmern 1895)) و غیره.
در سال ۱۸۹۸ متولیان موزهٔ بریتانیا سفارشِ انتشار منظم همهٔ متونِ مربوط به آفرینش آشوری و بابلیِ تحت اختیار خود را دادند، کاری که به «لئونارد ویلیام کینگ» سپرده شد. کینگ به این نتیجه رسید که اسطورهٔ آفرینش در اصل بر روی هفت لوح نوشته شده‌است. این مجموعه در سال ۱۹۰۱ منتشر شد ((British Museum 1901)) کینگ ترجمه‌ها و یادداشت‌های خودش را در دو جلد همراه با مطالب تکمیلی منتشر کرد ((King 1902)). تا آن زمان تکه‌های بیشتری از لوح ششم (دربارهٔ آفرینش انسان) پیدا شده بود - در آن مردوک انسان را از خونِ خود که با استخوان آمیخته شکل می‌دهد که شباهت‌هایی با سِفر پیدایش داشت.
مطالب جدید مربوط به لوح‌های چهارم و ششم بیش از پیش روایت بروص را تقویت کرد. لوح هفتم (که کینگ آن را افزوده بود) در ستایش مردوک بود: حدود ۵۰ لقب (نامِ) او در بیش از ۱۰۰ سطر برشمرده می‌شد. بنا بر این ساختاربندی کینگ انوما الیش را به پنج بخش تقسیم می‌کرد: پیدایش خدایان، افسانهٔ ئه‌آ و آپسو، اسطورهٔ ابلیس نخستین تیامات، روایت آفرینش، و سرودی برای مردوک (با همهٔ نامهایش). نکتهٔ مهم اینکه در لوح‌ها، هم آشوری و هم بابلی، آنهایی که دارای انجامه بودند، شمارهٔ لوح را نیز حک شده دربرداشتند.
در سفرهای تحقیقاتیِ بعدیِ پژوهشگران آلمانی تکه‌های بیشتری یافت شدند (به خصوص لوح‌های ۱، ۶، و ۷)(بین سالهای ۱۹۰۲ تا ۱۹۱۴) - که در آن‌ها مردوک با آشور (ایزد) جایگزین شده بود. منابع مهم دیگری از لوح‌های ۱ و ۶ و ۷ در طی سفرهای ۲۵–۱۹۲۴، و بعد از آن ۲۹–۱۹۲۸ پیدا شدند. متونِ آشوری‌ای که توسط آلمانی‌ها پیدا شد اصلاحاتی را ناگزیر ساخت: آفرینش انسان با کشتن و خونِ کینگو انجام می‌گرفت و نه مردوک. این کشفیات با خریدهایی که از دلال‌های آثار عتیقه صورت گرفت، تکمیل گشت؛ در نتیجه در میانهٔ قرن بیستم بخش‌های بیشتر متن پیدا شده بود، به جز لوح پنجم. این اکتشافاتِ بیشتر جریانی از انتشارات و ترجمه‌ها را در اوایل قرن بیستم به دنبال خود داشت.
در قرن بیست‌ویکم، متن همچنان مورد پژوهش، تحلیل و بحثِ فعالانه قرار دارد. برخی از انتشارات قابل‌توجه: (Talon 2005)؛ (Kämmerer & Metzler 2012)؛ (Lambert 2013)؛ (Gabriel 2014)؛ و سایر آثار.

### قدمت اسطوره
مجموعهٔ لوح‌هایی که در اختیار کینگ بودند قدمتی بیش از قرن هفتم پیشا دوران مشترک نداشتند (از کتابخانهٔ آشوربانی‌پال در نینوا پیدا شده بودند). با این حال کینگ عقیده داشت آنها نسخه‌برداری از آثار پیشینِ بابِلی هستند، زیرا این لوح‌ها در ستایش مردوک (خدای بابل) بودند، و نه آشور (خدا). علاوه بر آن کینگ این مسئله را مطرح کرد که مجسمه‌های پیدا شده در معبد نینورتا در شهر نمرود نمایانگر جنگ تیامات با مردوک هستند، بنابراین قدمت اسطوره اژدها حداقل به دوران پادشاهی آشور-ناصیر-پال دوم (۸۵۹–۸۸۳ پیشا دوران مشترک)، دو قرن پیش از کتابخانهٔ آشوربانی‌پال برمی‌گردد.
شواهدی که اثبات کند تصویر نمایانگر مردوک و تیامات است، ضعیف است؛ سایر تصاویر حماسه نیز همین وضعیت را دارند. با این وجود، اکثر محققان زمانی حتی پیشتر را به شکل‌گیری حماسه نسبت می‌دهد. افسانهٔ تیامات و هیولاهای او خیلی پیش از آن (در زمانحاکمان اولیه کاسی ح. قرن ۱۷ پیشا دوران مشترک) نیز یافت شده‌است.
گفته شده که اسطوره، یا حداقل ترویج مردوک در آن، به زمان اولین امپراتوری بابلی برمی‌گردد (۱۵۹۵–۱۸۹۴ پیشا دوران مشترک)، در همان دوره‌ای که مردوک خدایی ملی می‌شود. ترویجی مشابه از مردوک در اولین سطرهای قانون حمورابی (ح. ۱۷۵۴ پیشا دوران مشترک) دیده می‌شود.

### نسخه‌ها
نسخه‌های گوناگونی از لوح‌ها وجود دارد - حتی تا سال ۱۹۰۲ تکه‌هایی از چهار نسخه‌برداری از لوح اول به دست آمده بود، و نیز خلاصه‌هایی که احتمالاً «تمرین دست‌خط» بودند. لوح‌هایی که در کتابخانهٔ آشور بانی‌پال پیدا شده بودند معمولاً بر روی خاک رسی خوب نوشته شده بودند، در حالی که لوح‌های بابلی نو اغلب به آن خوبی نوشته و تهیه نشده بودند، گرچه نمونه‌های با کیفیتی نیز در بین آنها وجود دارد. همهٔ لوح‌ها، چه آشوری و چه بابلی، در سطرهای مختلف نوشته شده بودند، و نه در ستون؛ و ظاهر متن در هر دو یکسان بود.
لوحی به شمارهٔ ۹۳۰۱۴ در موزهٔ بریتانیا که به لوح «دوزبانه» مشهور است علاوه بر شرح خلقت انسان و حیوان (توسط مردوک به کمکِ ارورو) به آفرینش دجله و فرات، گیاهان و اولین خانه‌ها و شهرها می‌پردازد.
سایر نسخه‌ها را می‌توانید در (King 1902، صص. ۱۱۶–۵۵) و (Heidel 1951، صص. ۶۱–۸۱) بیابید.

## متن
منابع اصلی متن انوما الیش MSS است. می‌توان آنان را به دو گروه تقسیم کرد (بر اساس شیوه نوشتاری‌شان): بابلی و آشوری. هر دو گروه آرایش خارجی یکسانی دارند، بر الواح دو ستونه (یک ستون در هر سمت) نوشته شده‌اند.

### بررسی
«حماسه آفرینش» در ستایش خدای بابلی مردوک است، برترین خدا که سایر خدایان را از حمله تیامات در امان نگاه داشته است. شعر درباره دوباره سازمان دادن به کائنات است، بابل در مرکز آن قرار دارد و در این میان انسان نیز خلق می‌شود تا خدایان را تامین کنند. این شعر نباید «تنها» داستان آفرینش در بین‌النهرین محسوب شود بلکه باید در نظر داشت توسط شاعری سروده شده که بابل را مرکز کائنات و مردوک را در راس خدایان می‌دانست. در همان زمان، در برخی از نسخه‌های آشوری، آشور جایگزین مردوک می‌شود. شعر را می‌توان سند ناسیونالیسم بابلی دانست که احتمالا محصول زمان نبوکدنصر یکم است، گرچه مدرک محکمی برای زمان سروده شدن آن وجود ندارد. با قضاوت کردن از روی زبان و محتوای آن، زمان حماسه اواخر هزاره دوم پیشا دوران مشترک تخمین زده می‌شود.
برخی از پژوهشگران امروزی، آن را توجیه‌کننده لزوم قدرت مطلقه در تمدن بابل دانسته‌اند. بنا بر دیدگاه این گروه، این حماسه نمایانگر تحول قدرت سیاسی از جمعی که در سیاست‌گذاری برابر هستند به سلطنت مطلقه‌ای است که سیاست‌ها را اعلام می‌کند. بنا بر دیدگاه این گروه، متن استعاره‌ای از تکامل نظامات سیاسی بین‌النهرین از مجمعی شکل‌گرفته از بزرگان به پادشاهی مطلق است که جواز الهی را در مقیاسی منطقه‌ای یا بین‌المللی دارا است. کاتالیزور این تغییر، تهدید قدرت خارجی نمایش داده می‌شود که نیازمند رهبری مصمم در جنگ است. رهبر، برای پذیرفتن رهبری، خواستار فرمانبری مطلق است، حتی وقتی که تهدید جنگ از میان رفته است.
خدایان با رضایت قدرت خود را تسلیم می‌کنند تا امنیت و گذران همیشگی را به دست آورند. برای گذران خدایان، بشریت آفریده می‌شود. روح شورشگر انسان که در «داستان طوفان» (آترام-هاسیس) دیده می‌شود، در اینجا جایگاهی ندارد. برترین نیکی برای انسان این است که جایگاه خود را نظم الهی کائنات بیابد و دریابد.
شعر پیچیدگی‌های بسیاری دارد و مشکلات مفهومی و واژگانی زیادی در آن وجود دارد. هنوز خیلی از عبارت‌ها و واژگان مبهم هستند. اینگونه به نظر می‌رسد که اثر تنها یک شاعر باشد. هرچند طبیعتا در سنت نسخه‌ها گوناگونی دیده می‌شود، اما دلیلی وجود ندارد که محتوای بنیادی آن را دستخوش تغییر در نسل‌های مختلف بدانیم؛ همانگونه نیز نباید آن را مهمتر از آنچه شایسته است، تصور کنیم. در نیمه اول هزاره اول پیشا دوران مشترک، متنی بسیار مورد احترام بوده است؛ رونوشت‌های زیادی از آن در آشور و بابل پیدا شده است و در لوح VII نامهای گوناگون مردوک ذکر شده است. در منابع متاخر، در جشن سال نوی بابلی متنی مناسکی می‌گردد. در سایر متن‌های مربوط به مردوک به آن ارجاع یا از آن نقل قول می‌شده است.
شعر با مفاهیم نام‌گذاری آغاز می‌‌‌گردد و پایان می‌یابد. شاعر به روشنی نام‌گذاری را هم کنشی برای خلق کردن و هم توصیفی برای چیزی که خلق شده است، در نظر می‌گیرد. از نظر شاعر، نام، اگر به درستی درک شود، اهمیت آنچه را خلق شده است روشن می‌کند. تحلیل مفهومی و آواشناسانه نام‌ها به درک آنچه اسم‌گذاری شده است، می‌انجامد. برای این شاعر، نام‌ها متنی هستند که باید توسط مطلعان خوانده شوند و همان رابطه صمیمی و آشکاری را با آنچه بر آن گذاشته شده‌اند داشته باشند که این متن با رویدادهایی دارد که آنان را روایت می‌کند. در پاراگراف پایانی، شعر سنگ بنای آفرینش قلمداد می‌شود زیرا که حامل اهمیت خلقت برای بشریت بوده است.
در نظم «حماسه آفرینش» روش‌های گوناگون شاعرانه به کار رفته است. در چهار لوح نخست، تضادی مابین گفتار و کنش نشان داده می‌شود که در آن، گفتار نماینده نظم قدیمی خدایان است و به طول و تکرار می‌تواند کشانده شود. یکی از نشان‌های تکرار دایره‌وار در لوح III است که در آن گفتار در گفتار در گفتار قرار دارد. در ادبیات اکدی اگرچه تکرار وجود دارد اما چنین موردی کمتر دیده شده است (البته با «آنزو، پرنده‌ای که سرنوشت را ربود» مقایسه شود). در مقابل، گفتار و کنشی که در نظم جدید خدایان تحت سلطه مردوک دیده می‌شود، با شتاب و با کمترین تکرار روایت شده است. بخش آخر شعر، گفتاری ادامه‌دار است که پنجاه نام مردوک را برمی‌شمارد و می‌ستاید.
حماسه آفرینش دربرگیرنده مفاهیم متاخر بابلی درباره آفرینش جهان فیزیکی (از جمله انسان) است اما تمرکز اصلی آن بر صعود مردوک به راس پانتئون خدایان است. او این جایگاه را با انجام خواسته خدایانِ تحت فشار به دست می‌آورد که برایش معبد بزرگ اساگیلا را در بابل می‌سازند. با این حساب متن را می‌توان «تجلیل مردوک» نامید. از این جنبه می‌توان آن را با تجلیل یهوه توسط موسی در «آهنگ دریا» (سفر خروج، باب ۱۵) مقایسه کرد. ویژگی خاص حماسه پایان نمایش است که پنجاه نام مردوک ذکر می‌شود.
استوانه کوروش که در بابل به دست آمده است سیاست امپراتوری پارسی در مورد افراد تحت سلطه را نشان می‌دهد که در توصیف استقرار دوباره آیین مردوک در بابل منعکس شده است. گزارش کتاب مقدس درباره اجازهٔ صادر شده توسط کوروش برای بازسازی معبد یهوه در اورشلیم (کتاب عزرا باب ۱، آیه‌های ۱ تا ۶؛ باب ۶، آیه‌های ۱ تا ۵) نمونه دیگری از این عمل است. در متنِ به خط میخی، کوروش تاریخچه به قدرت رسیدن خود در بابل به خواستهٔ مردوک را مرور می‌کند که در مقابل کردار شیطانی نبونعید، برای نجات شهر دست به اقدام می‌زند. کوروش بابلیان تحت سلطه را نجات می‌دهد و مرکزهای آیینی سرزمین را که مورد غفلت قرار گرفته‌اند، دوباره بر پا می‌کند. طبیعت اهدایی متن، تنها پس از پیدا شدن بخشی از پایان متن که برپایی استحکامات بابل را توصیف می‌کند، معلوم شد. استوانه کوروش شاهدی بر تداوم سنت کتابت بابلی در میان پارسیان است که حکمرانی‌شان مورد استقبال و حمایت نخبگان بومی قرار گرفت.
انوما الیش به معنای «زمانی (که) در بالا» است.

### خلاصه الواح هفت‌گانه

#### لوح I
زمانی (که) در بالا آسمان نامی نداشت،
زمینِ استوارِ پایین با نام خوانده نمی‌شد،
هیچ نبود، جز آپسوی نخستین، به‌وجودآور آنان،
(و) مومو*-تیامات، زایندهٔ همهٔ آنها، آبهایشان چون تَنی واحد به هم آمیخته.
نه کلبه‌ای از نِی ساخته‌شده، و نه مردابی ظاهر گشته،
هیچ خدایی به‌وجود نیامده،
و نه نامی دارند، و نه سرنوشتی-
در آن هنگام بود که ایزدان از میان آن دو پدید آمدند.

هشت سطر نخست انوما الیش. (Pritchard 1969، صص. ۶۰–۶۱)
* احتمالاً در اینجا مومو لقب است، و نه ایزدی با نام مومو
پیش از آنکه وجودی باشد، اقیانوس مادر، [تیامات] و آب تازه(؟) [آپسو] در هم می‌آمیزند تا نخستین رده از خدایان نر و ماده را به وجود آورند. اولاد آنها با رفتار ناهنجار خود تیامات و آپسو را ناآرام می‌کنند. گرچه تیامات تحمل می‌کند اما آپسو می‌خواهد فرزندان خود را از میان بردارد. مشاور پدر، به او ضرورت کار را یادآوری می‌کند. اهداف آپسو توسط ائا نقش بر آب می‌شود. ائا، آپسو را می‌کشد و مشاورش را در بند می‌کند. ائا خانه خود را در آپسو برپا می‌کند، قلمرو پر آبِ پدر بسیار کهنِ کشته‌شده، و با زنش در آنجا زندگی می‌کند.
زمانی که آسمان نامی نداشت، و جهان زیرین نیز نامی بر خود نداشت، آپسوی ازلی، جدشان، و تیامات که همگی را در خود حمل می‌کرد، آب‌هایشان را در هم آمیختند، و هیچ چیز آب‌ها را نه جدا می‌کرد و نه می‌پوشاند. زمانی که هنوز خدایان هیچ یک وجود نداشتند، هیچ نامی نداشتند و هیچ سرنوشتی مقدر نگشته بود، در آن زمان خدایان در این دو به وجود آمدند. لاهمو و لاهامو پدید آمدند و نام بر آنها گذارده شد. زمانی که رشد کردند و قامت افراشتند، آنشار و کیشار پدید آمدند و هر سال بیشتر قامت برافراشتند. آنو نخست‌زاده، چون دو نیای خود بود. آنشار، فرزندش آنو را همتای خود گرفت. سپس آنو، نودیمود (نام دیگر ائا) چون تصویری از خود ایجاد کرد. نودیمود، سخت خردمند بود و بسیار قوی و زیرک در احساس، بسیار فراتر از جد خود آنشار، هیچ همتایی در میان خدایان نداشت. با جنبش خود تیامات را آشفته کردند.
اندام تیامات را آشفته کردند، با هنگامه خویش «منزلگاه الهی» را پریشان کردند. آپسو نتوانست از هیاهوی آنها بکاهد، تیامات اما در پیش آنها آرام بود. کردارشان برایش کریه بود، رفتارشان توهین‌آمیز، اما تیامات بخشنده بود. آپسو، به‌وجودآور خدایان وزیر خود مومو را فراخواند و هر دو به نزد تیامات رفتند. درباره فرزندان خود، خدایان، مشورت کردند. آپسو به صدای بلند به تیامات گفت که از هیاهوی آنها در روز آرام و شب خواب آرام ندارد. باید رفتار آنها پایان یابد. تیامات خشمگین می‌شود و بر همسرش فریاد می‌زند که آیا بر آنچه خود پدید آوردیم پایان نهیم؟ اما وزیر، مومو، آپسو را در کارش تشویق می‌کند. آپسو شادمان می‌گردد و دست در گردن وی می‌اندازد.
خدایان در همان حال جنبش، موضوع را دریافتند، شگفت‌زده گشتند و آرام گرفتند. ائا از همه آگاه بود، حیله و تدبیر کرد، جادو کرد و آپسو را به خوابی عمیق فرو برد، مومو را در خواب کرد، کمربندش را باز کرد، تاجش را برداشت، هاله‌اش را برگرفت و خود بر سر نهاد.  آپسو را بست و او را کشت. مومو را در بند کرد. منزلگاه خویش بر آپسو بنا نهاد. پس از پیروزی ائا بر دشمنانش در آرامش عمیق آسود. ائا و زنش دامکینا، با شکوه در آنجا زندگی کردند.
مردوک پدید می‌آید. ائا او را به‌وجود می‌آورد. مردوک از همان ابتدا قهرمان است. آنو، پدربزرگش از دیدن او شادمان است. او در همه چیز از خدایان دیگر برتر است. آنو چهار باد را پدید می‌آورد و به مردوک می‌دهد تا با آنان بازی کند. بادها طوفان می‌گردند و تیامات را آشفته می‌کنند.
خدایان خشمگین، تیامات را به اقدام فرا می‌خوانند و خواستار نابودی دشمنان آپسو و مومو می‌شوند. تیامات لشکری از هیولا، مار، اژدها، عقرب‌مرد و ... فراهم می‌آورد. کینگو را برتر از همه قرار می‌دهد، به همسری برمی‌گزیند و لوح سرنوشت را به او می‌دهد.

#### لوح II
ائا از آماده‌سازی‌های تیامات آگاه می‌گردد و با ناامیدی کامل به نزد آنشار (پادشاه خدایان) می‌رود. عبارت‌های مربوط به لوح I، کلمه‌به‌کلمه تکرار شده‌اند. آنشار را هراس فرا می‌گیرد و ائا را برای آنچه روی داده است، سرزنش می‌کند. از آن رو که ائا مشکل را به وجود آورده است، باید خود برایش راه حلی پیدا کند. این با برنامه ائا برای پسرش، خوش می‌نشیند.
تیامات مخلوقات خود را گرد هم می‌آورد، آماده نبرد با با سایر خدایان می‌شود. او جایگزین آپسوی بدکردار شده است. او ائا را از آمادگی برای نبرد خبر می‌کند. ائا را هراس فرا می‌گیرد. پس از آرامش یافتن به نزد آنشار می‌رود و ماجرا را با جزئیات برایش شرح می‌دهد.
آنشار ائا را سرزنش می‌کند و او از لزوم کشتن آپسو می‌گوید. آنشار به ائا فرمان می‌دهد تا تیامات را آرام کند اما ائا ناتوان از این کار است. آنشار آنو را می‌فرستد، او نیز از آرام کردن تیامات ناتوان است. ائا این وضعیت را پیش‌بینی کرده بود. شرایط برای آنکه مردوک جانشین او شود و خواسته اصلی خود را مطرح کند، مهیا می‌شود.
ائا مردوک را به خلوت فرا می‌خواند و می‌گوید زمان او فرا رسیده است. او را سفارش می‌کند تا خود را شکلی موجه همچون داوطلبی برای حل بحران مطرح کند. ائا به طور مشخص چیزی درباره بهایی که مردوک برای این کار بطلبد نمی‌گوید. خدایان مردوک را به گرمی استقبال می‌کنند و خواسته او را مشتاقانه می‌پذیرند. اگر قرار است مردوک خدایان را از این وضعیت رهایی دهد، باید برای همیشه رهبر اعلی و بی‌چون و چرای خدایان باشد.

#### لوح III
آنشار خدایان را فرا می‌خواند. وزیرش، کاگا، را به نزد لاهمو و لاهامو گسیل می‌دارد تا از تهدید تیامات و پیشنهاد مردوک آنها را خبر کند. لاهمو و لاهامو ترسیده‌اند. آنها و سایر خدایان گرد هم می‌آیند، بی‌پروا می‌خورند و میگساری می‌کنند. روحیه سرخوشی در جمع می‌یابند و قدرت خود را مردوک تسلیم می‌کنند.

#### لوح IV
پروردگارا، به راستی فرمان تو در میان خدایان نخستین است.
چه فرمانِ خرابی چه خلق، همان خواهد شد.
اگر بر زبانت رود: منظرها ناپدید خواهند شد!
باز که گویی، منظرها پدیدار خواهند شد!

(سایر خدایان خطاب به مردوک) Translation, Table IV. Lines 20–. (Pritchard 1969، ص. ۶۶)
مردوک بر تخت می‌نشیند و همه خدایان در مراسم تاج‌گذاری از او استقبال می‌کنند. پادشاه خوانده می‌شود و تجملات شاهی به او عرضه می‌شود. سلاح برمی‌گزیند و جستجوی خود را آغاز می‌کند.
مردوک به صحنه نبرد نزدیک می‌شود، خدایان در اطرافش منتظرند. تیامات به مردوک می‌گوید که نیروهایش به او وفادار نیستند. مردوک کینگو را به هیچ می‌گیرد و خود تیامات را به نبرد تن به تن فرا می‌خواند و او را متهم به نیت کشتن فرزندان خود می‌کند.  تیامات را خشم فرا می‌گیرد و خود به صحنه نبرد می‌رود. مردوک او را می‌کشد و نیروهایش را نیز نابود می‌کند. لوح سرنوشت را به دست می‌آورد و بر خود می‌آویزد.
مردوک تور خود فرا می‌گسترد، باد را به سوی تیامات می‌فرستد. تیامات دهان باز می‌کند تا آن را ببلعد اما باد او را پر می‌کند و ناتوان از بستن لبهای خود می‌شود. باد شکمش را پر می‌کند، دهانش باز می‌ماند. مردوک تیری را از دهانش به درون می‌اندازد. تیر به قلب تیامات می‌خورد و زندگی‌اش پایان می‌یابد.  نیروهایش به هر سو گریزان می‌شوند.
مردوک جسد تیامات را به دو نیم می‌کند، نیمی از آن را برای آفرینش آسمان‌ها به کار می‌برد. خون بر باد او نماد کشته شدنش می‌شود. مردوک اِشارا (جایگاهی در آسمان) را همچون همتایی برای آپسو می‌سازد.

#### لوح V
مردوک ستارگان و سیارات را سازمان می‌دهد و گذر سالها را رقم می‌زند. او سیاره خود (نبیرو) را ایجاد می‌کند تار سرمشق سایر سیارات باشد. ماه، خورشید، هوا و آب‌های زیرزمینی را نظم می‌دهد. بخش‌های گوناگون کائنات را به هم پیوند می‌دهد.
مردوک غنائم را تقسیم می‌کند، دشمنان شکست‌ خورده خود را رژه وامی‌دارد و خود همچون یک قهرمان استقبال می‌شود.  مردوک خود را پاکیزه می‌کند و بر خود نشان می‌آویزد. خدایان سوگند وفاداری می‌خورند و مردوک حمایت از آنها را بر عهده می‌گیرد.
مردوک بابل را همچون همتای خاکی اِشارا (جایگاه خدایان در آسمان) ایجاد می‌کند. خدایان در اقامت موقتی خود می‌توانند در آن بیاسایند.

#### لوح VI
بابِل را بسازید، همان که ساختنش را خواستید،
آجرکاری‌اش را آغاز کنید. نامش را سزاوار است پناه‌گاه برگزینید.

(مردوک به سایر خدایان (آنوناکی) فرمان می‌دهد)
Translation, Table VI. Lines 57–. (Pritchard 1969، ص. ۶۸)
به خدایان شورشی عفو عمومی داده می‌شود، اگر رهبر خود را تحویل دهند. آنها کینگو را تحویل می‌دهند و مدعی می‌شوند او آغازگر جنگ بوده است. او قربانی می‌شود و از خونش برای آفرینش انسان استفاده می‌شود (مقایسه با لوح I «داستان طوفان»).
مردوک با ائا گفتگو می‌کند. می‌خواهد برای کم کردن رنج خدایان، انسان را بیافریند.
مردوک خدایان آسمان و جهان زیرین را تعیین می‌کند. خدایان اساگیلا (معبد مردوک در بابل) را بنا می‌کنند.
خدایان در معبد جدید برای جشن گرفتن گرد هم می‌آیند. پس از جشن، به جایگاه تعیین‌ شده خود می‌روند.
کمان مردوک تبدیل به صورت فلکی می‌گردد.
مردوک برترین خدای می‌شود. آنشار به او نام دومی (آسالوهی) می‌دهد. آنشار جایگاه مردوک را در میان خدایان و انسانها تشریح می‌کند که دومین نام او برایش به ارمغان آورده است.
تشریح پنجاه نام مردوک آغاز می‌شود. نامهای ۱ تا ۹ تا این نقطه از روایت بر او گذاشته شده‌اند و هر یک نشانگر یکی از رویدادهای هستند.

#### لوح VII
این لوح در بر گیرنده سایر نامهای مردوک است. نامها گروهبندی می‌شوند.

## کارکرد آیینی

### کلیات
در متنی آیینی از دورهٔ سلوکی‌ها نوشته شده‌است که انوما الیش در طی جشن آکیتو خوانده می‌شده‌است. در بین پژوهشگران بر سرِ وقوع این قرائت، هدف آن، و حتی هویت متنِ مورد اشاره، بحث علمی در جریان است. بیشتر تحلیل‌گران عقیده دارند که این جشن دربرگیرندهٔ نوعی از اجرایِ دوباره‌یِ شکست تیامات به دست مردوک، به نشانهٔ چرخهٔ جدید و پیروزی برآشفتگی، بوده‌است. اما در تحلیل‌های «جاناتان اسمیت» او معتقد است که مراسم باید در فضای امپراتوری پسا-بابلی و پسا-آشوری در نظر گرفته شود، و استفادهٔ سیاسی‌ای که حاکمان غیربومی سلوکی از آن می‌برده‌اند؛ فراتر از این او حتی در اینکه انوما الیشِ خوانده شده در این مراسم همان متن دوران آشور باستان بوده باشد، تردید دارد. اینکه آیا اسطورهٔ آفرینش انوما الیش برای مراسم آکیتو ایجاد شد، یا برعکس، یا هیچ‌کدام، مشخص نیست؛ با این وجود پیوستگی‌های روشنی در موضوع اصلیِ آن دو دیده می‌شود، علاوه بر آن شواهدی وجود دارد گه جشن در دورهٔ بابلی نو نیز برگزار می‌شده و همبستگی زیادی با اسطوره دارد. همچنین تصور بر این است که نسخه‌ای از انوما الیش در ماه کیسلیمو خوانده می‌شده‌است.
گفته شده که خواندنِ آیینی شعر، همزمان با طغیان بهارهٔ دجله و فرات (به دنبال آب شدن برف در مناطق کوهستانی بالای رودخانه) بوده - که منطبق با شکستِ تیامات (وجودی از آب) از مردوک است.

### رویکرد گاستر
انوما الیش ریشه‌های سومری دارد. یکی از رویکردها به الگوی فصلی در این متن آمده است. انوما الیش اسطوره آیینی جشن سال نو (آکیتو) است.

### آکیتو
بابل در زمان حمورابی از یک دولت‌شهر به پایتخت تبدیل شد اما به مرور افول کرد. پس از گذشت قرن‌ها و در زمان نبوکدنصر یکم دوباره این شهر به اهمیت سابق خود در بین‌النهرین رسید. بسیاری از دانشوران معتقدند همین پادشاه بود که پرستش مردوک را به آن گونه‌ای که در هزاره اول پیش از دوران مشترک شناخته می‌شود، رایج کرد. او این کار را با بازپس‌گرفتن مجسمه مردوک از عیلام و   و تصنیف انوما الیش انجام داد.
جشن سال نو در بین‌النهرین برای هزاران سال و در فرهنگ سومریان، بابلیان و آشوریان برگزار می‌شد. در هزاره اول پیش از دوران مشترک، این جشن نماد روابط روشن و پرجزئیات مابین پادشاه، خدایان و کاهنان اعظم بود. در این جشن، سه جایگاه قدرت حضور داشتند: پادشاه، معبد و خدایان. هم پادشاهان و هم کاهنان، این جشن را گواهی صلح برای همه انسان‌ها معرفی می‌کردند.
در پژوهش‌های نیمه اول قرن بیستم، دو رویکرد «ازدواج مقدس»  و «روایت مرگ و نوزایی» برجسته بود و آکیتو را نماد دراماتیک انوما الیشدر نظر می‌گرفت.
در عصر روز چهارم، انوما الیش روخوانی می‌شد، گروهی از محققان معتقدند علاوه بر آن به شکل نمایش اجرا می‌شده است. در روز پنجم به پادشاه اجازه داده می‌شد تا وارد معبدِ درونی شود. پادشاه تحقیر می‌شد: همهٔ نشانه‌های پادشاهی از او گرفته می‌شد، به صورت او سیلی زده می‌شد، گوش‌های او کشیده می‌شد، سپس باید بر روی زمین (در پیش مردوک) می‌خزید و با خدا سخن می‌گفت. سپس، بار دیگر به پادشاه سیلی زده می‌شد. اینبار باید در چشمان او اشک جمع شده باشد وگرنه نشان از سالی بد در پیش رو است. معلوم نیست «ازدواج مقدس» در هزاره اول پیش از دوران مشترک به چه صورتی اجرا می‌شده است. به نظر می‌رسد ازدواج مقدس و آکیتو در اصل دو جشن متفاوت بوده‌اند که تا آغاز شدن هزاره نخست پیش از دوران مشترک به شکل جشن سال جدید با هم تلفیق شدند.

## تحلیل

### تاریخی-سیاسی
انوما الیش منبع اصلی کیهان‌شناسی در بین‌النهرین است. از نظرِ هیدل هدف اصلی آن ستایش مردوک بود، و آن خدای بابلی را در راس همهٔ پانتئون قرار می‌داد، او این برتری را با شکست دادن تیامات و خلق گیتی به دست می‌آورد. هیدل متن را (علاوه بر پیام دینی آن) دارای پیامی سیاسی نیز می‌داند: ترویج برتری خدای بابلی، برای توجیه هر نوع چیرگی بابلی‌ها در کل منطقه. به‌طور کلی متن دارای واژه‌های زیادی است که در اصل سومری هستند، مانند نام هیولاهای تیامات، بادهای مردوک و نامی که در سومر برای انسان به کار می‌رفت (لولو)؛ با همهٔ این‌ها خدای اصلی در حماسه مردوک (بابِلی) است، و نه اِنلیل (سومری).

### روانشناسی تحلیلی
خدای مردوک، جهان را از بدن تیامات پس از کشتن او ایجاد می‌کند. نخست او را ذبح می‌کند و سپس از جسدش جهان را می‌آفریند. به این جسد مثله‌شدهٔ الهه مادر کو-بو نیز گفته می‌شود که هم به معنای جنین است و هم سنگ معدن.
 در انوما الیش بن‌مایه نخستین قربانی  دیده می‌شود،  او الهه مادر و هیولایی به نام تیامات است. این متن با فهرست طولانی پادشاهان ازلی خاتمه می‌یابد.

## تأثیر بر پژوهش‌های کتاب مقدس
انوما الیش شباهت‌های بسیاری به بخش‌هایی از عهد عتیق دارد، این مسئله باعث شده که بسیاری از محققان به این نتیجه برسند که آن بخش‌ها بر اساس اثر بین‌النهرینی هستند. شباهت‌های فراگیر شامل: اشاره به آشفتگیِ آب (های ازلی) پیش از خلقت؛ جدایی (تقسیم) آشفتگی به آسمان و زمین؛ گونه‌های مختلف آب و جدایی آن‌ها؛ و همچنین شباهت عددی هفت لوح حماسه و هفت روز خلقت. اما در تحلیلی دیگر (Heidel 1951) تفاوت‌های بسیاری برشمرده می‌شود: چندخدایی در مقابل یکتاپرستی؛ جان‌بحشی به نیروها و کیفیات در اسطوره‌بابلی در مقابل خلقتِ کلامیِ خدایِ یکتا در داستان‌های کتاب مقدس؛ ماندگاری ماده در مقابل خلقتِ از هیچ؛ و عدم وجود هیچ شباهتی با نبردهای طولانی مردوک با گروهی هیولا. وی همچنین به مشترکات گستردهٔ هر دو متن با سایر ادیان اشاره می‌کند، مانند آشفتگی آب(ها) که در آثار مصری، فنیقی و ودایی یافت می‌شود؛ و نیز اینکه هر دو اثر به زبانی با ریشه‌های سامی نوشته شده‌اند. در مورد خلقت انسان در استفاده از خاک یا گِل شباهت‌هایی وجود دارد، اما هدفِ خلقتِ انسان در دو متن معکوس می‌شود: در انوما الیش انسان برای بندگی خدایان خلق می‌شود، در حالی که در سِفر پیدایش انسان از اختیار بیشتری برخوردار است. با این وجود در هر دو، خاک با «خدایی» دمیده می‌شود، چه از طریق خون خدا در انوما الیش، یا با ساخته شدن به صورت خدا در سفر پیدایش. در مورد هفت لوح و هفت روز در هر سیستم خطِ سیرها کاملاً منطبق نیست، ولی موارد مشترکی در ترتیب رویدادهای خلقت وجود دارد: ابتدا تاریکی، سپس نور، سپس گنبد آسمان، زمین خشک، و در نهایت انسان و به دنبالش دوره‌ای فراغت.
نظریه‌های مختلفی برای توضیح این شباهت‌ها مطرح شده‌است. بر اساس تجزیه‌وتحلیل اسم‌ها در متن، آلبرت کلی پیشنهاد کرد که انوما الیش ترکیبی از اسطوره‌ای سامی (مارتو) و اسطوره‌ای سومری (از اریدو) است؛ این نظریه فاقد شواهد تاریخی یا باستان‌شناسی در نظر گرفته می‌شود. نظریهٔ دیگری چنین است که اسطورهٔ بین‌النهرینی به سمت غرب گسترش یافت (به فرهنگ‌های دیگری مانند یهودیان نخستین)؛ علاوه بر آن ایشان در زمان اسارت در بابِل تحت تأثیر تمدن بین‌النهرینی قرار گرفتند. نظریهٔ سومی نیای مشترکی برای هر دو دستگاه دینی در نظر می‌گیرد.
کنراد هیرز معتقد است که سفر پیدایش به جای اتخاذ کردن از اسطورهٔ آفرینش بابلی یا سایر اساطیر، به شکلی جدلی آنها را خطاب قرار می‌دهد تا بنیان‌های خود را رد کنند. بر اساس این نظریه انوما الیش با جزئیات پیوندهای ماده الهی و بی‌جان را شرح داده، در حالی که هدف سفر پیدایش بیان برتریِ یهوه بر همهٔ خلقت است.
به نظر می‌رسد که لوح شکستهٔ انوما الیش به مفهومی از شبات اشاره می‌کند."

## رویکرد ادبی
وظیفه اصلی بشریت که انسان برای آن خلق شده است، بندگی خدایان و قربانی کردن آیینی برای آنها است. این موضوع هم در انوما الیش و هم در آترا-هاسیس دیده می‌شود. در هر دو اسطوره، خلقت انسانها به ساختار سابق نظمِ جهانی پیوند داده می‌شود. این کار از طریق نظم دادن به نیروهای در ستیزِ آسمانی انجام می‌شود. این ستیز الهی، مابین نسل خدایان ازلی و نسل جوانتر خدایان روی می‌دهد. بن‌مایه‌های هر دو اسطوره (به خصوص داستان طوفان)، در داستان آدم و حوا دیده می‌شود.

## برای مطالعهٔ بیشتر
- Al-Rawi, F. N. H.; Black, J. A. (1994). "A New Manuscript of Enūma Eliš, Tablet VI". Journal of Cuneiform Studies. 46: 131–39. doi:10.2307/1359949. JSTOR 1359949.
- Deimel, Anton (1936). Enûma Eliš, sive, Epos babylonicum de creatione mundi in usum scholae. OCLC 1100147532.
- Lambert, Wilfred G.; Parker, Simon B. (1966). Enûma Eliš. The Babylonian Epic of Creation. Oxford.
- Landsberger, B.; Kinnier Wilson, J. V. (1961). "The Fifth Tablet of Enuma Eliš". Journal of Near Eastern Studies. 20 (3): 154–79. doi:10.1086/371634. JSTOR 543187.
- Vanstiphout, H. L. J. (1981). "Enūma eliš: Tablet V Lines 15–22". Journal of Cuneiform Studies. 33 (3/4): 196–98. doi:10.2307/1359901. JSTOR 1359901.

- Hallo, William W.; Younger Jr., K. Lawson (2002). The Context of Scripture, Volume Three: Archival Documents from the Biblical World. Netherlands: Brill. ISBN 90-04-10620-0.
- Younger Jr., K. Lawson (2017). The Context of Scripture, Volume Four: Supplements. Netherlands: Brill.